# Cerro Marmolejo
Cerro Marmolejo är ett berg och en vulkan i Argentina, på gränsen till Chile. Det ligger i den centrala delen av landet. Toppen på Cerro Marmolejo är 6 108 meter över havet.
Cerro Marmolejo är den högsta punkten i trakten.
Trakten runt Cerro Marmolejo är permanent täckt av is och snö.